# Sibley (Misuri)
Sibley es una villa ubicada en el condado de Jackson en el estado estadounidense de Misuri. En el Censo de 2010 tenía una población de 357 habitantes y una densidad poblacional de 132,16 personas por km².

## Geografía
Sibley se encuentra ubicada en las coordenadas 39°10′33″N 94°12′3″O / 39.17583, -94.20083. Según la Oficina del Censo de los Estados Unidos, Sibley tiene una superficie total de 2.7 km², de la cual 2.7 km² corresponden a tierra firme y (0%) 0 km² es agua.

## Demografía
Según el censo de 2010, había 357 personas residiendo en Sibley. La densidad de población era de 132,16 hab./km². De los 357 habitantes, Sibley estaba compuesto por el 96.36% blancos, el 0% eran afroamericanos, el 0.84% eran amerindios, el 0% eran asiáticos, el 0% eran isleños del Pacífico, el 0% eran de otras razas y el 2.8% pertenecían a dos o más razas. Del total de la población el 3.92% eran hispanos o latinos de cualquier raza.